# Culicoides qinghaiensis
Culicoides qinghaiensis är en tvåvingeart som beskrevs av Fei och Lee 1984. Culicoides qinghaiensis ingår i släktet Culicoides och familjen svidknott. Inga underarter finns listade i Catalogue of Life.